# 呂宋短壺蘚
呂宋短壺蘚（学名：Splachnobryum luzonense）为壺蘚科短壺蘚屬下的一个种。